# Geoff Bryant
Geoff Bryant (* 1961) ist ein neuseeländischer Autor von Gartenbüchern und Pflanzenfotograf.
Bryant hat acht Bücher zur Hobbygärtnerei veröffentlicht, viele weitere solche Werke überarbeitet und auch Fachartikel verfasst. Er schreibt eine Kolumne in der neuseeländischen Fachzeitschrift Growing Today. Er berät den neuseeländischen Verbraucherverband bei der Herausgabe des Magazins Home and Garden.
Bryant war als fachlicher Berater bei der englischsprachigen Originalausgabe des 2003 erschienenen botanischen Werkes Botanica: Das ABC der Pflanzen. 10.000 Arten in Text und Bild tätig.
Für sein Werk The Complete New Zealand Gardener erhielt er den Montana-Preis des Buchhandels.

## Werke
- The Azalea Grower's Handbook
- The Complete New Zealand Gardener